# 岩倉城 (加賀国)
岩倉城(いわくらじょう)は、石川県小松市に位置する城である。城主は沢米左衛門

## 歴史

### 築城
岩倉城は享禄元年(1528年)～天文元年(1532年)に一向一揆勢によって築城された。

### 目的
一向宗門徒が、越前の戦国大名朝倉氏の加賀領内への侵入を阻止するために築いたものです。
加賀国守護富樫氏を降した一向一揆に対抗して加賀に侵攻した朝倉氏に対する備えとして築かれたという。

## 地形・間取り

### 地形
城は上麦口町の北東の標高296mの山頂に築かれている。

### 間取り
主郭は南北に長く周囲に不整形の土塁が巡り、北端に櫓台がある。虎口は北西、北東、南西の三か所にあり、北西の虎口は馬出しとなっている。

## アクセス

### 車
- 上麦口から徒歩で40分
- 駐車場あり

### 電車
- JR小松駅からバスで25分~30分